# NGC 2355
NGC 2355 هي مجرة تتبع كوكبة التوأمان. اكتشفها ويليام هيرشل في 8 مارس 1784.

## روابط خارجية
- NGC 2355 على موقع ويكي سكاي: DSS2, SDSS, GALEX, IRAS, Hydrogen α, X-Ray, Astrophoto, Sky Map, Articles and images